# Les Enfants du froid
Les Enfants du froid (Children of the Frost) est un recueil de nouvelles de Jack London paru en 1902.

## Historique
La plupart des nouvelles ont fait l'objet d'une publication antérieure dans des mensuels comme The Atlantic Monthly ou McClure's Magazine avant septembre 1902.

## Les nouvelles
L'édition de  The Macmillan Co de septembre 1902 comprend dix nouvelles:
- Dans les Forêts du Nord (In the Forests of the North)
- La Loi de la vie (The Law of Life)
- Nam-Bok, le hâbleur (Nam-Bok the Unveracious)
- Le Maître du mystère (The Master of Mystery)
- Les Fils du soleil (The Sunlanders)
- La Maladie du chef Lone (The Sickness of Lone Chief)
- Keesh, fils de Keesh (Keesh, Son of Keesh)
- La Mort de Ligoun (The Death of Ligoun)
- Li Wan, la Blonde (Li-Wan, the Fair)
- La Conjuration des anciens (The League of the Old Men)

## Éditions

### Éditions en anglais
- Children of the frost, un volume chez  The Macmillan Co, New York, septembre 1902.

### Traductions en français
- Les Enfants du Froid, traduction de Louis Postif, Paris, Hachette, 1932.

## Sources
- http://www.jack-london.fr/bibliographie